# Justin Morrow
Justin Morrow (Cleveland, Ohio, 4 oktober 1987) is een Amerikaans voetballer die bij voorkeur als linksback speelt. Hij verruilde in december 2013 San Jose Earthquakes voor Toronto FC.

## Carrière

### Clubcarrière
Justin Morrow werd als 28e gekozen in de tweede ronde van de 2010 MLS SuperDraft door San Jose Earthquakes. Hij maakte zijn debuut op 14 april 2010 in een U.S. Open Cup wedstrijd tegen Real Salt Lake. Zijn MLS debuut maakte hij op 1 mei tegen Colorado Rapids. Het was voor Morrow echter moeilijk een basisplaats te veroveren en om die reden leende San Jose Earthquakes hem op 7 september 2010 uit aan FC Tampa Bay. Hij keerde in 2011 terug naar San Jose voor het nieuwe seizoen maar werd opnieuw uitgeleend aan Tampa Bay. Deze verhuurperiode was echter van korte duur nadat San Jose Morrow terughaalde op 25 juli 2011.
In 2012 brak Morrow eindelijk door bij San Jose Earthquakes. Hij startte alle 33 wedstrijden, werd met San Jose Supporters' Shield winnaar en was deel van de MLS All-Star selectie die het opnam tegen Chelsea.

### Interlandcarrière
Na z'n succesvolle 2012 werd Morrow voor het eerst opgeroepen voor het Amerikaanse nationale team. Hij maakte zijn debuut tegen Canada in januari 2013.